# Узловой (Краснодарский край)
Узлово́й — посёлок в Мостовском районе Краснодарского края.
Входит в состав Баговского сельского поселения.

## География
Посёлок находится на месте слияния рек Бугунж и Ходзь, на расстоянии 38 км к юго-западу от посёлка городского типа Мостовской, административного центра района.

## Население
| 2002 | 2010 |
| ---- | ---- |
| 538  | ↘431 |

## Улицы
| - ул. Вокзальная, - ул. Клубная, - ул. Лесная, - ул. Мира, | - ул. Нагорная, - ул. Речная, - ул. Советская, - ул. Ходзенская. |